# Comedy Central Extra
Comedy Central Extra was een commerciële televisiezender, die op 1 november 2011 werd gelanceerd. De zender was het tweede digitale kanaal van Comedy Central. Deze zender was eerst alleen te ontvangen via Ziggo, maar is later ook beschikbaar gekomen bij KPN en UPC.

## Programma's
- Workaholics
- The Daily Show with Jon Stewart
- Comedy Central Presents
- Seinfeld
- The Office
- Entourage
- Ugly Americans
- It's Always Sunny in Philadelphia
- Mr. Sunshine
- Archer
- Chuck
- The Colbert Report
- Weeds